# مزرعه‌تحقیقاتی‌توتون
مزرعه‌تحقیقاتی‌توتون، روستایی از توابع بخش مرکزی شهرستان ارومیه در استان آذربایجان غربی ایران است.

## جمعیت
این روستا در دهستان نازلوی جنوبی قرار دارد و براساس سرشماری مرکز آمار ایران در سال ۱۳۸۵، جمعیت آن ۱۰۳ نفر (۲۹خانوار) بوده‌است.